# Garm

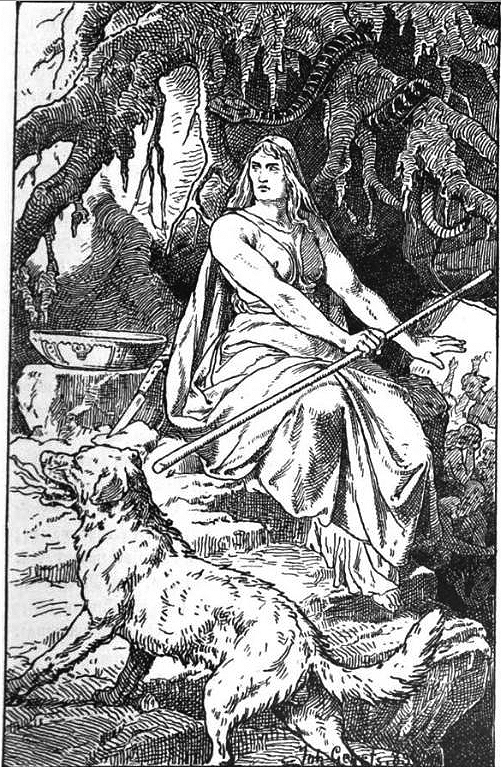
"Hel" (1889) de Johannes Gehrts en companyia de Garm.

Garm (en norrè Garmr) és el terrible gos que guarda les portes de l'estatge d'Hel a Helheim. Aquest es presenta amb el pit ensangonat enfront d'Odin quan el déu ans intenta arribar fins a la Vala per a conèixer el futur del seu fill Baldre. Durant el Ragnaroc s'enfrontarà amb Tir.